# Францман, Вивьен
Вивьен Францман (англ. Vivienne Franzman, род. 1971) — британская драматург из Уолтемстоу, чья первая пьеса «Могадишо» получила признание критиков после премьеры на Королевской бирже в Манчестере и после её переноса в Лирический театр в Хаммерсмите в 2011 году. Доминик Кавендиш из The Daily Telegraph назвал её «пьесой года». В пьесе, основанной на её собственном опыте работы школьным учителем, главную роль исполняет Джулия Форд, которая играет учительницу, ставшую жертвой лжи ученика после того, как она попыталась защитить его.
Её следующая пьеса «Вредители» открылась в марте 2014 года в Королевской бирже в Лондоне. «Вредители» — история двух молодых сестёр. Обе — героиновые наркоманки, имеют проблемы с грамотностью, подвергались сексуальному насилию в детстве, сидели в тюрьме, делали аборты и страдают от психических заболеваний. Жизнь этих двух главных героинь вращается вокруг насилия, безработицы и нищеты. Спектакль заказала театральная компания Clean Break, которая работает с женщинами — бывшими заключёнными или теми, кто рискует нарушить закон.

## Награды
Францман получила премию Джорджа Дивайна как самый многообещающий драматург в 2011 году за пьесу «Могадишо». Пьеса также стала одним из четырёх лауреатов премии Брантвуда за лучшую драматургию в 2008 году.